# Голубарство
Голубарство је уметност и наука узгоја домаћих голубова . Људи практикују држање голубова већ око 10.000 година у готово свим деловима света. У то време људи су знатно изменили морфологију и понашање припитомљених потомака стенске голубице како би задовољили њихове потребе за храном, естетским задовољством и забавом.
Хоби добија све већу популарност у Сједињеним Државама, након што је нестао у последњих 50 година. И у другим деловима света успевају хоби и комерцијални аспекти чувања голубова.

## Познати одгајивачи голубова
- Ал-Музафар Хаџи (умро 1347. године), Мамлуков султан из Египта, који је био познат по томе што се бавио узгојем голубова.[2]
- Максимилијан Робеспјер, француски револуционар, у младости је одгајао голубове и врапце.[3]
- Томас С. Монсон већ од малих ногу ужива у узгоју голубова из Бирмингема Роллера.[4]
- Мајк Тајсон, бивши неприкосновени боксерски првак у тешкој категорији, је доживотни одгајивач голубова.
- Дункан Фергусон, некадашњи играч Евертона, ужива у спорту трчања голубова .[5]
- Краљица Елизабета II је чланица четврте генерације Краљевске породице која је уживала у спорту голубарских трка .[6][7] Први тркачки голубови у Сандрингхаму били су поклон будућем Едварду VII од белгијског краља Леополда II 1886. године.
- Никола Тесла, познати изумитељ, хранио је голубове из Њујорка, негујући болесне или повређене. Од птица, рекао је: "Ово су моји искрени пријатељи."
- Гери Френцис, енглески фудбалер, тренер и коментатор, је заљубљеник у трке голубова.
- Пабло Пикасо, познати уметник који је чувао фантазије, назвао је своју ћерку Палому што на шпанском значи голуб.
- Чарлс Дарвин, енглески природословац, држао је фантастичне пасмине голубова за посматрање и анатомско проучавање свог тестног узгоја.
- Јул Бринер, глумац, поседовао је Ролер голубове, познат по томе да је узимао свој приватни хеликоптер како би видео његове голубове из ваздуха.
- Мануел Норијега, свргнут панамски диктатор, имао је много палача у којима су смештени голубови голубови.
- Краљица Викторија, краљица Енглеске којој су били омиљени Јакобини голубови чије перје подсећа на одећу Јакобиних монаха.